# 黒沢幸司
黒沢 幸司（くろさわ こうじ、1976年6月20日 - ）は、シオノ事務所所属の男性フリーアナウンサーである。神奈川県横浜市泉区出身。身長175cm。

## 来歴・人物
横浜商科大学高等学校→横浜商科大学商学部卒業。現在は千葉テレビ放送の野球放送（マリーンズナイター・夏の甲子園千葉大会など）、tvkの高校野球神奈川大会実況（2010年～2012年・2015年～）、スカイ・エープロボクシング中継の実況・リポートを務める。2005年シーズン終了後のロッテ優勝特番では、キャスターを務めた。自他共に認める千葉ロッテマリーンズマニアである。倉持明は高校の先輩である。
神奈川中央交通のバス路線、全系統に乗車したことでも知られる。また、バスマガジン誌に、同エピソードを連載をしており、同人が、神奈中が定期的に実施している、路線バスの乗降人員調査の調査員の経験があることが記されている。